# Varoš (Split)

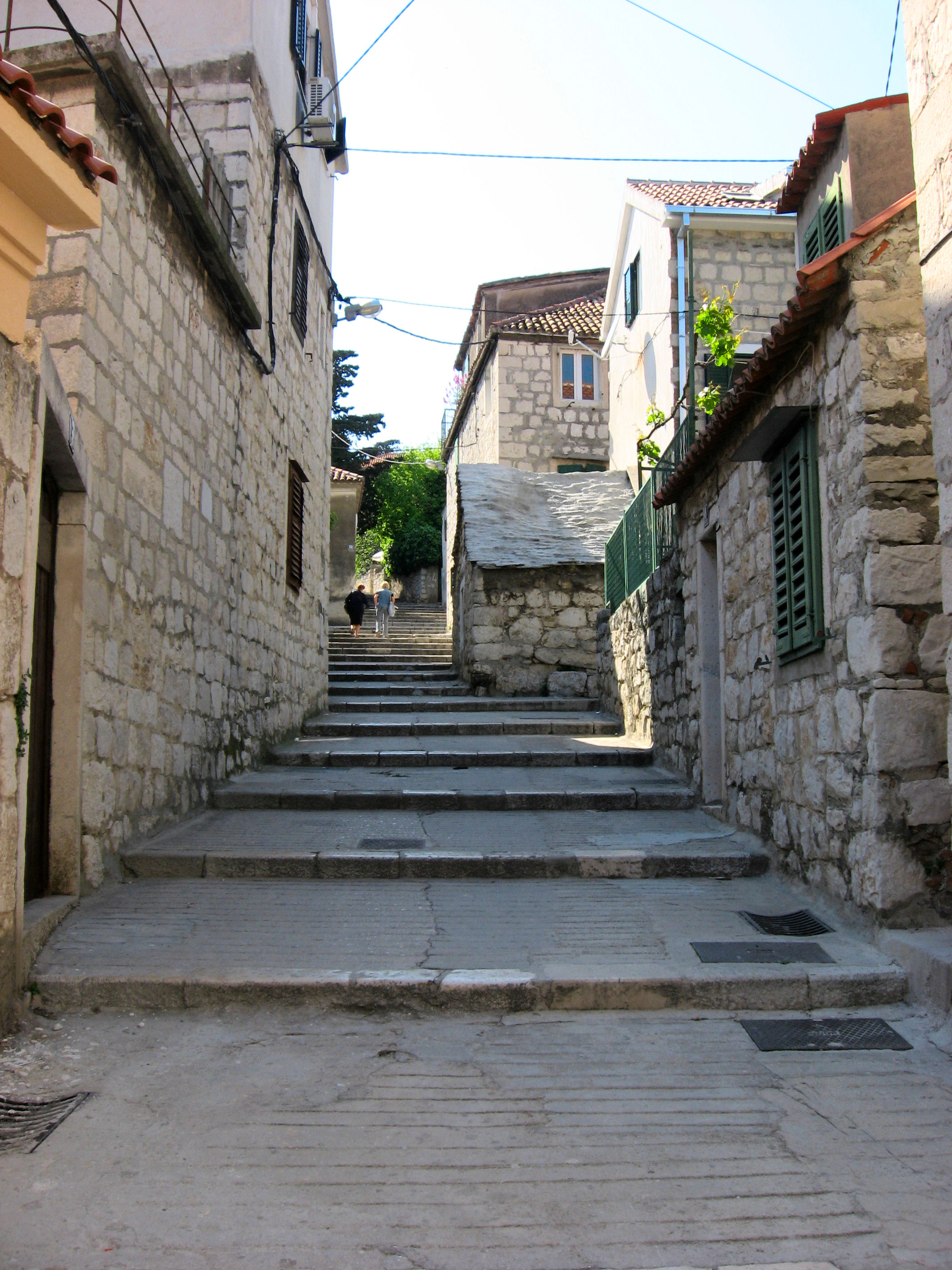
Schody ve Varoši

Varoš nebo též Veli varoš, (nazývaný také Varoš Svetog Križa, případně italsky Borgo di San Francesco, Vesnice sv. Františka) je jednou z nejstarších částí města Split v Chorvatsku.

## Popis a poloha
Nachází se západně od historického jádra Splitu, na východním úpatí kopce Merjan (Marjan). Na severu sousedí se čtvrtí Spinut, na východě jsou to čtvrti Dobri (Lovret) a Grad, a na jihu se čtvrtí Meje, vč. parků Sustipan a Zvončac.
Varoš je znám svými malými rolnickými domky a úzkými uličkami se zbytky zachované lidové architektury, které ilustrují život tehdejšího, převážně farmářského a rybářského obyvatelstva. Dnes je oblast Varoše využívána převážně pro turistické účely, vznikla zde řada nových apartmá i ubytoven převážně ve starých a zrekonstruovaných domech.

## Historie

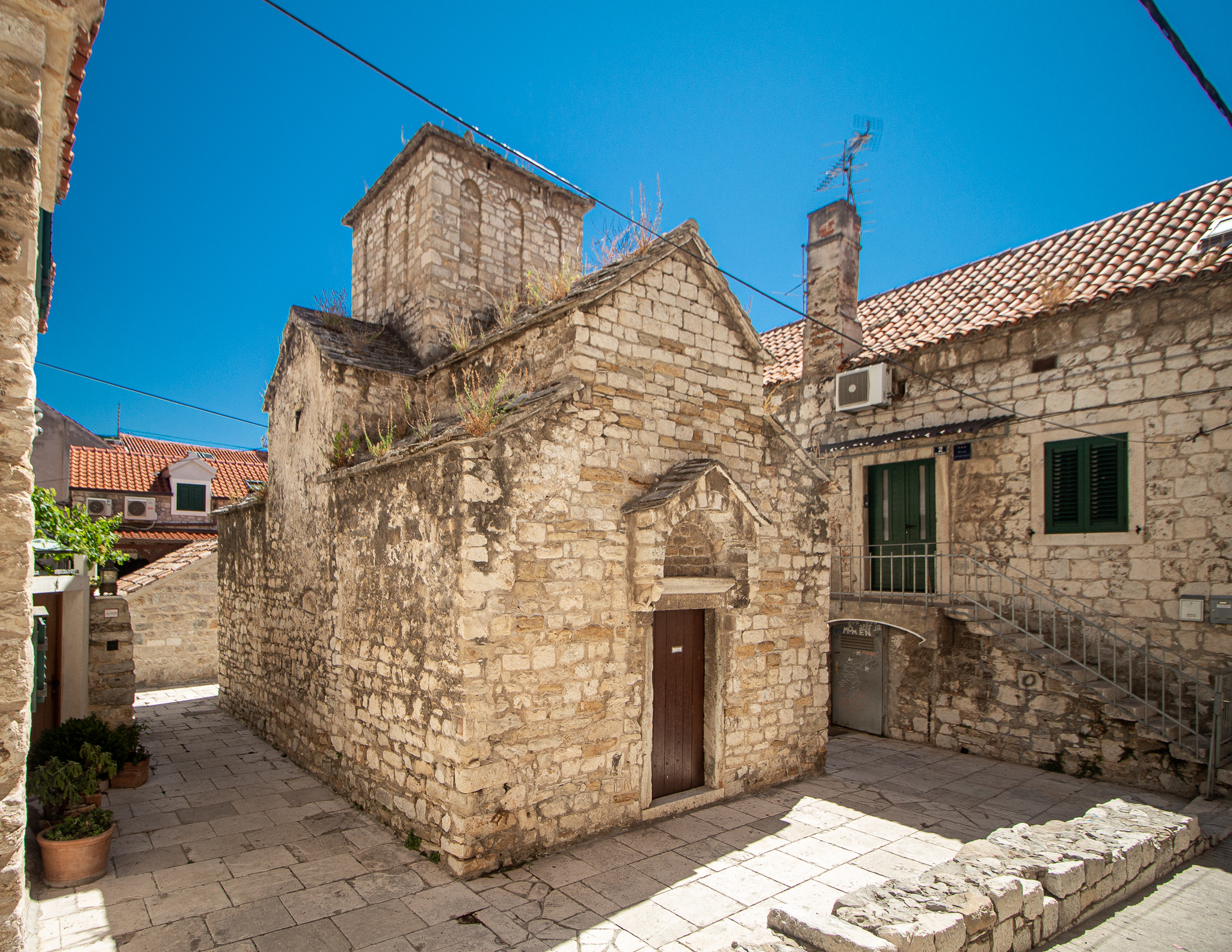
Starý kostelík sv. Mikuláše z 11. století

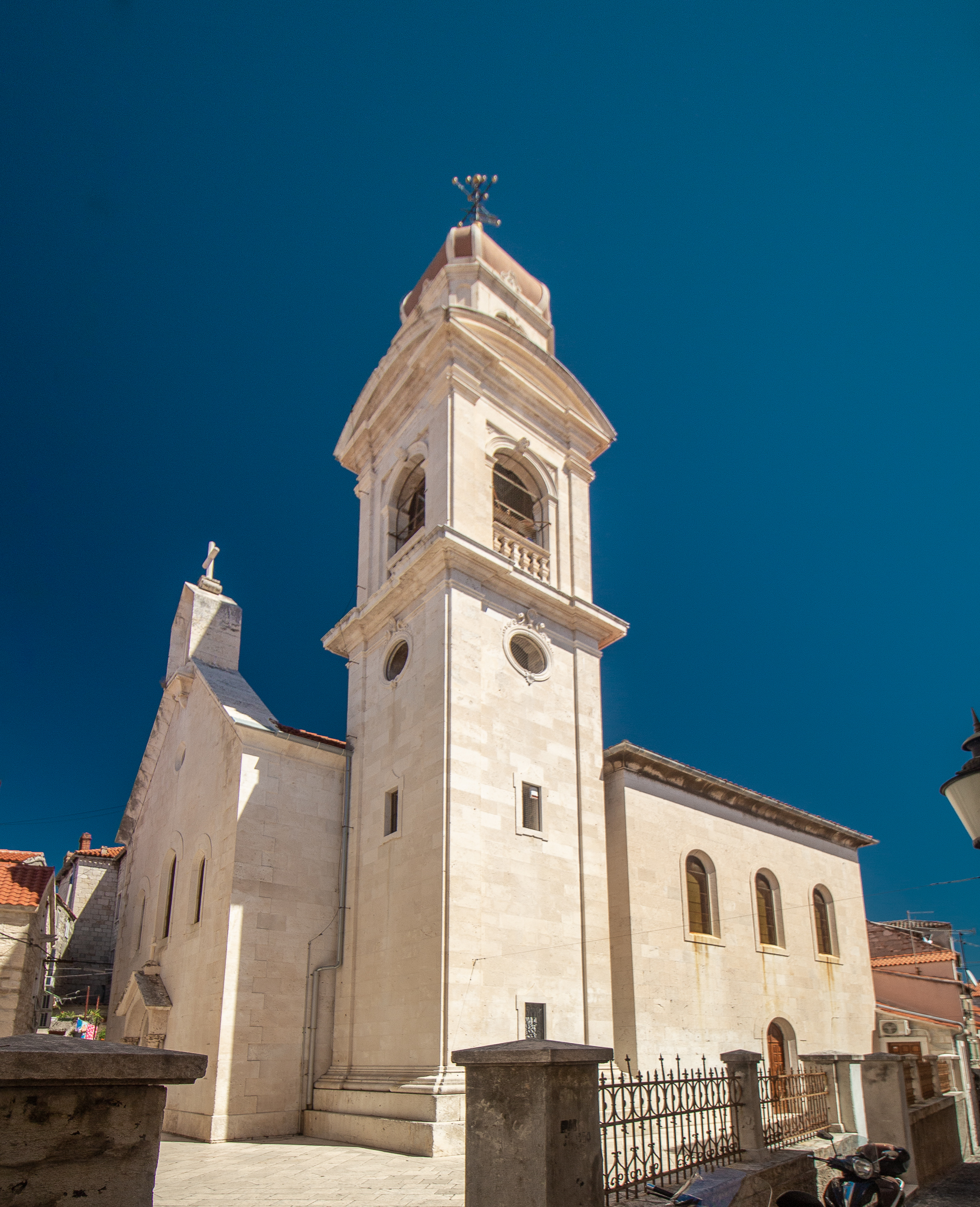
Kostel sv. Kříže

Od středověku se kolem Starého Gradu rozvíjela předměstí zvaná varoše. Na rozdíl od patricijského středu města žil kdysi ve čtyřech předměstských čtvrtích – (Veli) Varoš, Dobri, Manuš, Lučac – výhradně prostý lid, rolníci a rybáři. Veli Varoš je nejstarší a současně největší z nich.
Existence čtvrti (Velkého) Varoše (zvaného též Zagrađe nebo Borgo / Borgus) je doložena v 15. století, ale jeho původ je mnohem starší. Varoš vznikl kolem starobylého kostela sv. Mikuláše (z roku 1068 ) mimo tehdejší městské hradby, které obklopovaly středověké staré město (Grad). Rozvíjel se v průběhu středověku současně s dalšími nejstaršími předměstími Splitu zvanými varoše - Dobri, Manuš, Lučac.
Později přibyl také kostel sv. Kříže a slavný klášter s kostelem svatého Františka, který měl podle legendy založit sám sv. František z Assisi (1181-1226).
Oblast Varoš byla významně rozšířena výstavbou v 16. století kvůli usídlování uprchlíků z vnitrozemí v době osmanského ohrožení.
Velká část Varoše byla zničena během 17. století, kdy bylo kolem Splitu postaveno nové barokní opevnění na obranu proti Turkům, a proto dnes z původního starého Varoše zůstaly jen malé zbytky.
Od 19. století ke skromné chudinské zástavbě začaly přibývat reprezentativnější městské domy, zejména v nejbližší části Veli Varoš (Varoš) a následná výstavba vil ve vnějších částech a směrem k další části splitského poloostrova, kde žilo majetnější obyvatelstvo, opouštějící přelidněné městské části.
V 1. polovině 20. století s rozvojem Splitu na základě moderních urbanistických kritérií, byly všechny výše uvedené části města sjednoceny a byla umožněna jeho další expanze.

## Kulturní památky
- Kostel a klášter svatého Františka původně ze 13. století
- Předrománský kostel sv. Mikuláše z 11./12. století
- Kostel Panny Marie Sočské, 10. století
- kostel sv. Kříže, 15. století, později zbořen, poté přestavěn v 17. století
- kostel sv. Mande (Máří Magdalény), 12. století
- Židovský hřbitov ve Splitu, 16. století

## Slavní rodáci
- Luka Botić (1830-1863), spisovatel a politik
- Vicko Krstulović (1905-1988), politik
- Miljenko Smoje (1923-1995), novinář a spisovatel
- Ivo Sanader (1953), politik, osmý předseda vlády Chorvatska
- Vicko Jelaska (nar. 1887), dalmatský revolucionář a komunistický politik
- Damir Mihanović (1961-2020), komik, hudebník a herec

## Galerie

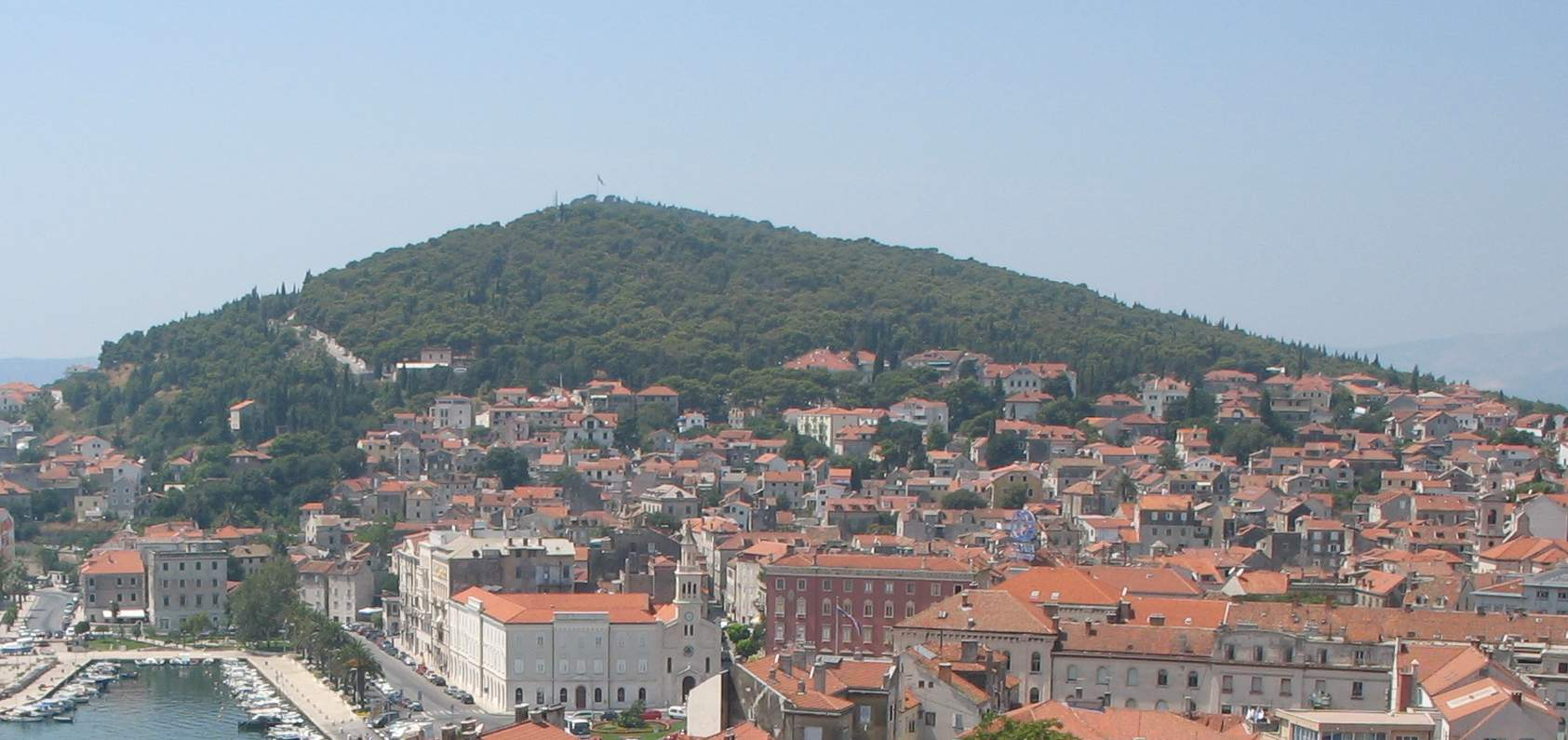
Pohled na Veli Varoš
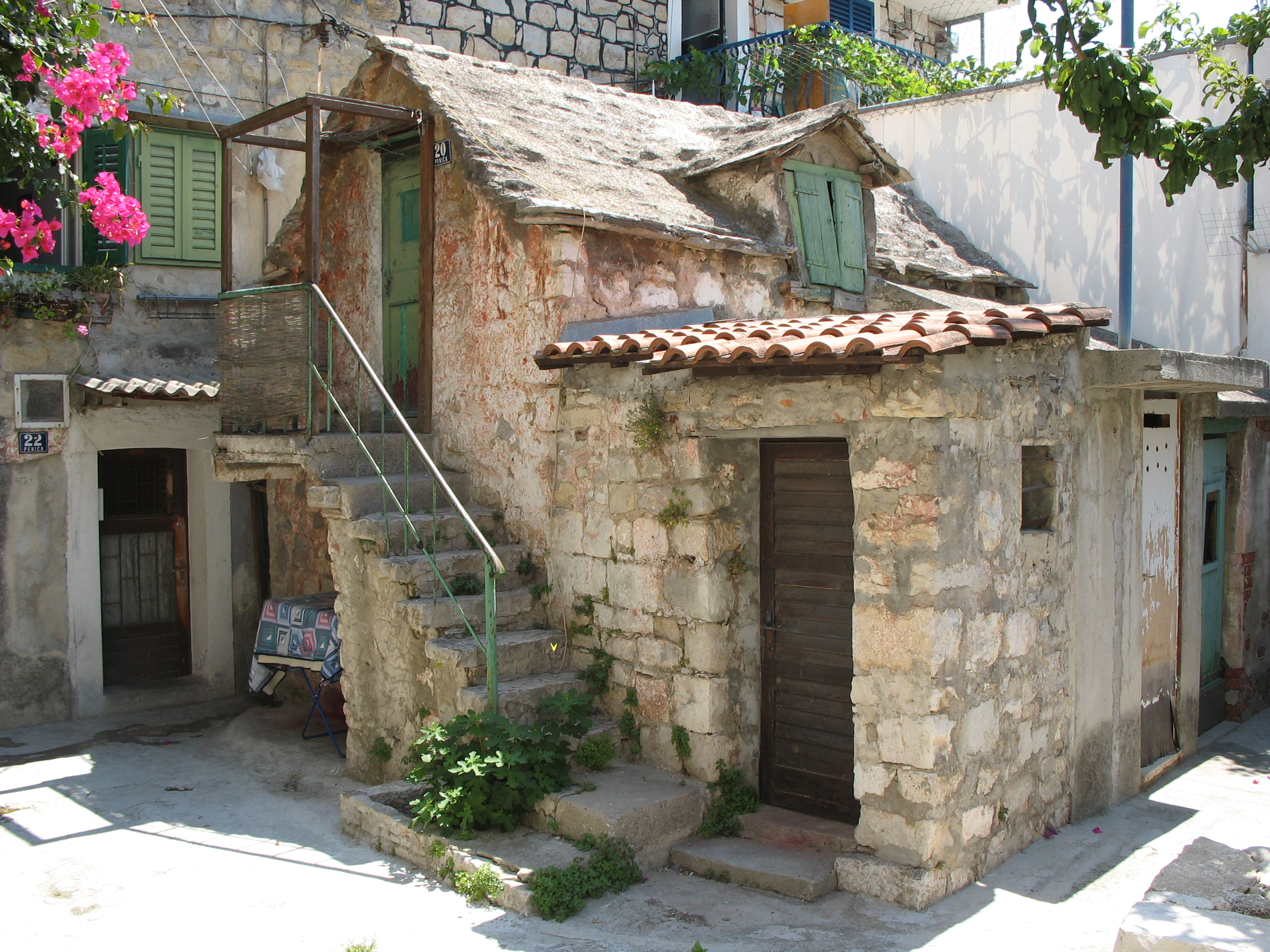
Lidová architektura
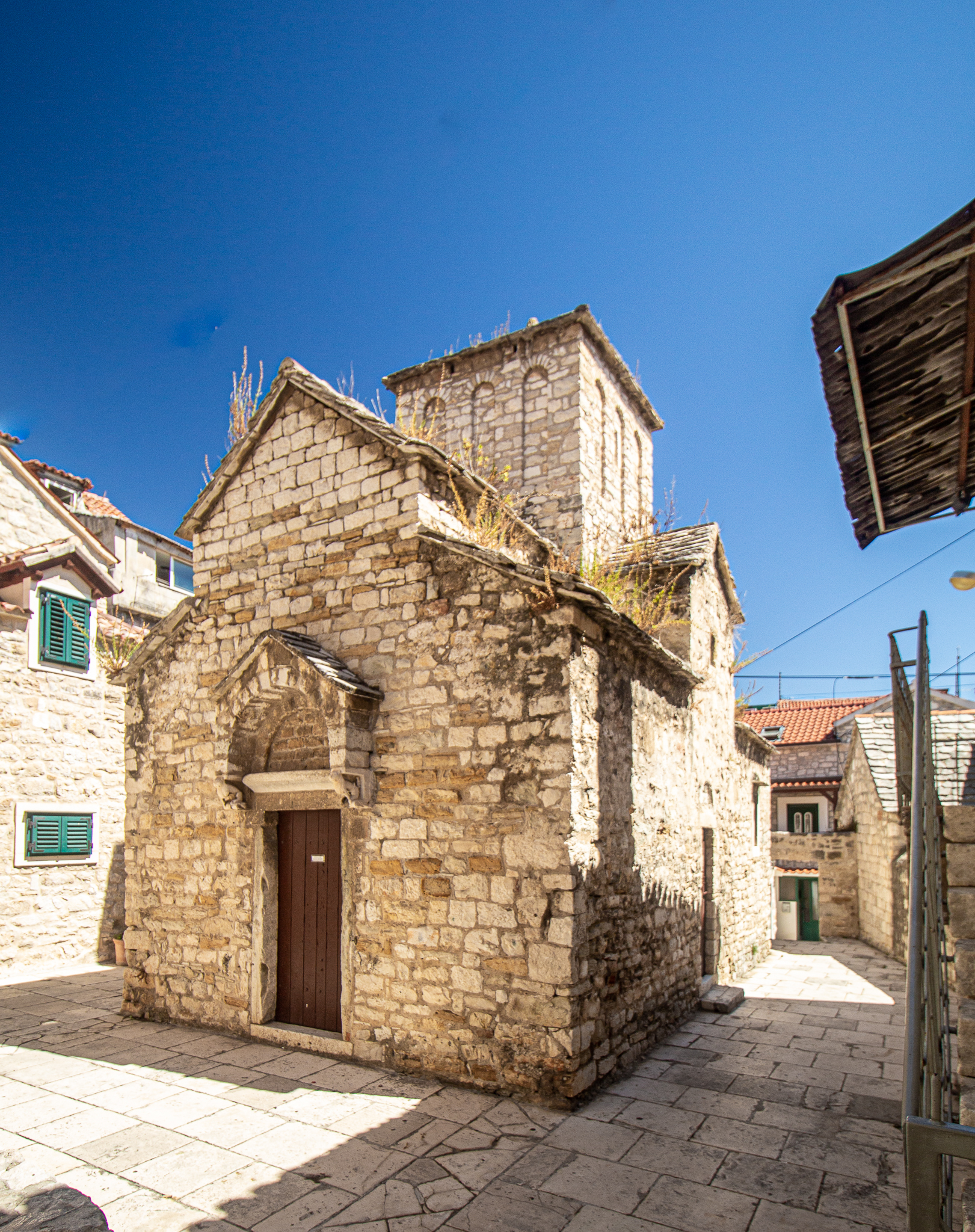
Předrománský kostel sv. Mikuláše z 11. století
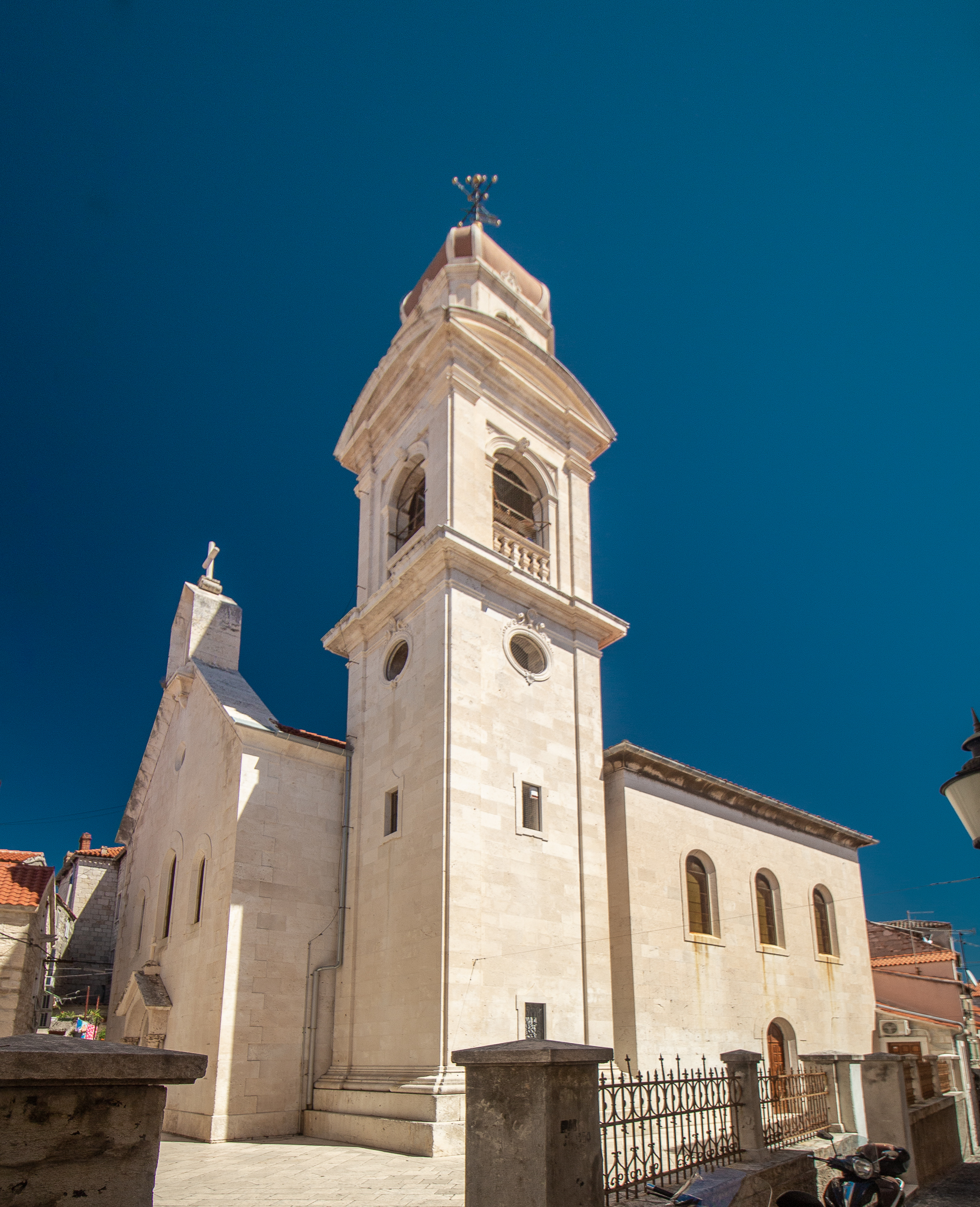
Kostel svatého Kříže